# Monique Séka
|  | Per a altres significats, vegeu «Seka». |

Monique Séka (Abidjan, 22 de novembre de 1965) és una cantant de Costa d'Ivori. Amb la fusió musical que genera, la música afrozouk de Monique Seka és popular a Costa d'Ivori, Àfrica, el Carib i l'oceà Índic.

## Biografia
Va desenvolupar un interès per la música des de la infància. Ella representa la tercera generació d'una dinastia musical de Costa d'Ivori. Seka és filla de Seka Okoi, un cantant ivorià famós als anys setanta. Seka va ser aprenent pel seu pare abans d'unir-se a l'Orquestra RTI. Va ser el moment en què va començar a experimentar barrejant zouk i ritmes per crear Afro Zouk, una combinació que sorprèn i sedueix alhora els amants de la música. A mitjans de la dècada de 1980, la música caribenya va envair els mercats mundials. Seka es va integrar en aquesta tendència i va llançar el seu primer àlbum Tantie Affoué el 1985. El 1989, va signar la producció de la seva música amb el teclista de capverdià Manu Lima i va llançar el seu àlbum Missounwa. Aquesta barreja de zouk i ritmes africans va viatjar més enllà de les fronteres africanes, i va afirmar el reconeixement a la premsa i als mitjans. A finals de 1992, va conèixer Dominique Richard, membre fundador de Radio Sun, la primera estació de ràdio afrocaribenya llançada a Lió el juliol de 1993. Dominique es va convertir en el seu productor i empresari. Es van casar el 31 de març de 1995, i després de publicar uns quants àlbums van tenir una filla Carolyn Richard, nascuda el 9 de febrer de 1998. El 1994, torna a demanar a Manu Lima per als arranjaments del seu nou disc i va tornar al país amb l'àlbum Okaman. Posteriorment ha tret Adéba'" (1997), Yélélé (1999) i molts "best of" amb nou títols: "Anthology" el 1999, "15 years 15 success" el 2003, "Obligada" el 2005, etc. El seu èxit li ha valgut el suport de molts artistes de diferents orígens musicals, com ara " Yaye Demin ", una cançó d'èxit amb Meiway.

## Discografia

### Àlbums
- 1986 : Tantie affoué
- 1989 : Missounwa, Éditions C.B.H.
- 1995 : Okaman, Déclic
- 1997 : Adeba
- 1999 : Yelele, Sony Music
- 2000 : Anthologie
- 2003 : Best of Album, Créon Music
- 2005 : Obligada